# Себеос
Себеос (јерменски: Սեբեոս) је био јерменски епископ и историчар из 7. века. О аутору се мало зна, иако потпис на одлуци Црквеног сабора у Двину 645. године гласи „епископ Багратуниски Себеос“. Његова дела су вредна као један од ретких сачуваних нетакнутих извора који бележе Јерменију из шестог века и околне територије. Историја Себеоса садржи детаљне описе од периода превласти Сасанида у Јерменији до исламског освајања 661. године. Његова историја први пут је објављена 1851. године у Истанбулу.

## Списи
Њему се приписује Ираклијева историја, која бележи догађаје са краја петог века до 661. Први одељак започиње митским оснивањем Јерменије са Легендом о Хикеу и Белу, прелазећи у савремену историју успоном Вардана II Мамикониана 570. године. Одатле повезује борбе и савезе између Перзије и Византије.
Други одељак говори о успону нове политичке и војне силе, Исмаилита (тј. Арапа) 622. године н.е.
| „ | Дванаест народа који су представљали сва јеврејска племена окупили су се у граду Едеси. Када су видели да су персијске трупе напустиле град у миру, затворили су капије и утврдиле се. Одбили су да дозволе улазак трупама римске државе. Тако је византијски цар Ираклије издао даредбу да се град опседне. Када су Јевреји схватили да му се не могу војно одупријети, обећали су да ће склопити мир. Отворивши градска врата, пошли су пре њега, а Ираклије је наредио да оду и остану на свом месту. Тако су отишли, идући путем кроз пустињу до Тачкаштанске Арабије синовима Исмаиловим. Јевреји су позвали Арапе у помоћ и упознали их са односом који су имали кроз књиге Старог завета. Иако су Арапи били уверени у своју блиску везу са њима, нису успели да постигну консензус због свог мноштва, јер су били међусобно подељени религијом. У том периоду постао је истакнут један од њих, човек од синова Исмаилових по имену Махмед. Откривена им је беседа о Путу истине, наводно по Божјој заповести, и Махмед их је научио да препознају Аврамовог Бога, поготово јер је био обавештен и упућен у историју Мојсијеву. Пошто је заповест дошла са висине, наредио им је да се сви окупе и уједине у вери. Напуштајући поштовање испразних ствари, окренули су се живом Богу, који се указао њиховом оцу - Авраму. Махмед је законски прописао да не смеју да једу стрвину, да не пију вино, да не лажу и да не чине прељубу. Рекао је: „Бог је обећао ту земљу Авраму и његовом сину после њега, заувек. И оно што је било обећано, испунило се за то време када је Бог волео Израел. Сада сте, међутим, синови Аврамови, и Бог ће испунити обећање дато Авраму и његовом сину на вама. Само волите Авраамовог Бога и идите и заузмите земљу коју је Бог дао вашем оцу Авраму. Нико вам не може успешно одолети у рату, јер је Бог с вама “. | ” |

Овај одељак описује како је Махмед први пут основао заједницу која се састоји од Исмаилита и Јевреја на основу њиховог заједничког порекла од Аврама; Арапa преко Исмаила, а Јеврејa преко Исака. Одатле су Исмаилити постигли драматичне територијалне добитке, укључујући победу над Сасанидском династијом, а наратив иде у поделу исмаилитских војски и почетке Прве Фитне. Овај развој догађаја повезује са Јерменијом. Зауставља се с крајем прве фитне, док се Муавија I мири са свима.